# Višnuizam
Višnuizam ili vaišnavizam je jedan od glavnih hinduističkih denominacija zajedno sa šivizmom, šaktizmom, i smartizmom. Sledbenici se nazivaju višnuistima ili vaišnavistima. Ova denominacija smatra Višnu vrhovnim Bogom.
Tradicija je karakteristična po svojoj doktrini avatara, u kojoj je Višnu cenjen u jednoj od mnogih različitih inkarnacija. Među njima, deset avatara Višne su najviše proučavani. Rama, Krišna, Narajana, Kalki, Hari, Vitoba, Kesava, Madava, Govinda, Srinatdži i Jaganat su među popularnim imenima koja se koriste za isto vrhovno biće. Tradicija ima primetne korene počevši od prvog milenijuma pne, kao bagavatizam, koji se naziva i krišnaizam. Kasniji razvoj koji je predvodio Ramananda stvorio je pokret orijentisan prema Rami, koji je sada najveća monaška grupacija u Aziji. Tradicija višnuizma ima mnogo sampradaja (denominacija, podškola) u rasponu od Dvajta škole srednjovekovne ere Madvačarje do škole Višištadvajta u Ramanudži.
Tradicija je poznata po predanosti avataru Višnu (često Krišna), a bila je ključna za širenje pokreta Bakti u Južnoj Aziji u 2. milenijumu pne. Ključni tekstovi višnuizma uključuju Vede, Upanišade, Bagavad Gitu, Pankaratra (Agama) tekstove i Bagavata Puranu.

## Literatura
- Anand (1992), Krishna: The Living God of Braj, Abhinav Pubns, стр. 162, ISBN 978-81-7017-280-2
- Annangaracariyar, P.B. (1971), Nalayira tivviyap pirapantam, VN Tevanatan
- Beck, Guy L. (2005), „Krishna as Loving Husband of God”, Alternative Krishnas: Regional and Vernacular Variations on a Hindu Deity, ISBN 978-0-7914-6415-1
- Beck, Guy L. (2012), Alternative Krishnas: Regional and Vernacular Variations on a Hindu Deity, State University of New York Press, ISBN 978-0-7914-8341-1
- Bryant, Edwin Francis (2007), Krishna: A Sourcebook, Oxford University Press, ISBN 978-0-19-803400-1
- Brzezinski, J.K. (1992). „Prabodhananda, Hita Harivamsa and the Radharasasudhanidhi”. Bulletin of the School of Oriental and African Studies, University of London. 55 (3): 472—497. JSTOR 620194. doi:10.1017/S0041977X00003669.
- Burghart, Richard (maj 1983), „Wandering Ascetics of the Rāmānandī Sect”, History of Religions, 22 (4): 361—80, doi:10.1086/462930
- Chatterjee, Asoke: Srimadbhagavata and Caitanya-Sampradaya. Journal of the Asiatic Society 37/4 (1995)1-14.
- Francis Clooney; Tony Stewart (2004).  Sushil Mittal and Gene Thursby, ур. The Hindu World. Routledge. ISBN 978-1-134-60875-1.
- Clementin-Ojha, Catherine: La renaissance du Nimbarka Sampradaya au XVIe siècle. Contribution à l'étude d'une secte Krsnaïte. Journal asiatique 278 (1990) 327-376.
- Couture, André: The emergence of a group of four characters (Vasudeva, Samkarsana, Pradyumna, and Aniruddha) in the Harivamsa: points for consideration. Journal of Indian Philosophy 34,6 (2006) 571-585.
- Dandekar (1977), „Vaishnavism: an overview”,  Ур.: Jones, Lindsay, MacMillan Encyclopedia of Religion, MacMillan (Reprinted in 2005), ISBN 978-0028657332
- Datta, Amaresh (1987), Encyclopaedia of Indian Literature: A-Devo, Sahitya Akademi, ISBN 978-8126018031
- Doniger, Wendy (1999), Merriam-Webster's Encyclopedia of World Religions, Merriam-Webster, ISBN 9780877790440
- Elkman, S.M.; Gosvami, J. (1986), Jiva Gosvamin's Tattvasandarbha: A Study on the Philosophical and Sectarian Development of the Gaudiya Vaisnava Movement, Motilal Banarsidass Pub
- Flood, Gavin (1996), An introduction  to Hinduism, Cambridge University Press, ISBN 978-0-521-43878-0
- Jeaneane D. Fowler (2002). Perspectives of Reality: An Introduction to the Philosophy of Hinduism. Sussex Academic Press. ISBN 978-1-898723-94-3.
- Ganguli, Kalyan Kumar (1988), Sraddh njali, studies in Ancient Indian History. D.C. Sircar Commemoration: Puranic tradition of Krishna, Sundeep Prakashan, ISBN 978-81-85067-10-0
- Gonda, Jan (1993) [1954], Aspects of Early Viṣṇuism, Motilal Banarsidass Publ., ISBN 978-81-208-1087-7
- Guy, John: New evidence for the Jagannatha sect in seventeenth century Nepal. Journal of the Royal Asiatic Society [3rd Ser.] 2 (1992) 213-230.
- Hacker, Paul (1978),  Lambert Schmithausen, ур., Zur Entwicklung der Avataralehre (на језику: German), Otto Harrassowitz, ISBN 978-3447048606
- Hardy, F. E. (1987). „Kṛṣṇaism”.  Ур.: Mircea Eliade. The Encyclopedia of Religion. 8. New York: MacMillan. стр. 387—392. ISBN 978-0-02897-135-3.
- Hawley, John Stratton: Three Bhakti Voices. Mirabai, Surdas, and Kabir in Their Time and Ours. 2nd impression. Oxford 2006
- Hiltebeitel, Alf (2013), Hinduism. In: Joseph Kitagawa, "The Religious Traditions of Asia: Religion, History, and Culture", Routledge, ISBN 9781136875977
- Hudson, D. (1993). "Vasudeva Krsna in Theology and Architecture: A Background to Srivaisnavism". Journal of Vaisnava Studies (2).
- Jackson, W.J. (1992), „A Life Becomes a Legend: Sri Tyagaraja as Exemplar”, Journal of the American Academy of Religion, 60 (4): 717—736, JSTOR 1465591, doi:10.1093/jaarel/lx.4.717
- Jackson, W.J. (1991), Tyagaraja: Life and Lyrics, Oxford University Press, USA
- Jones, Constance; Ryan, James D. (2007), Encyclopedia of Hinduism, Infobase Publishing, ISBN 978-0816075645
- Anna King (2005). The intimate other: love divine in Indic religions. Orient Blackswan. ISBN 978-81-250-2801-7.
- Kinsley, David (2005).  Lindsay Jones, ур. Gale's Encyclopedia of Religion. 2 (Second изд.). Thomson Gale. ISBN 978-0-02-865735-6.
- Klostermaier, K.K. (1998), A concise encyclopedia of Hinduism, Oneworld
- Klostermaier, Klaus K. (2007), A Survey of Hinduism, State University of New York Press; 3rd edition, ISBN 978-0-7914-7081-7
- Lochtefeld, James G. (2002), The Illustrated Encyclopedia of Hinduism: A-M, The Rosen Publishing Group, ISBN 978-0-8239-2287-1
- Matchett, Freda (2001). Krishna, Lord or Avatara?: the relationship between Krishna and Vishnu. Routledge. ISBN 978-0700712816.
- Matchett, Freda (2000), Krsna, Lord or Avatara? the relationship between Krsna and Visnu: in the context of the Avatara myth as presented by the Harivamsa, the Visnupurana and the Bhagavatapurana, Surrey: Routledge, стр. 254, ISBN 978-0-7007-1281-6
- Michaels, Alex (2004), Hinduism: Past and Present (English translation of the book first published in Germany under the title Der Hinduismus: Geschichte und Gegenwart (Verlag, 1998) изд.), Princeton: Princeton University Press
- Mishra, Baba: Radha and her contour in Orissan culture. In: Orissan history, culture and archaeology. In Felicitation of Prof. P.K. Mishra. Ed. by S. Pradhan. (Reconstructing Indian History & Culture 16). New Delhi 1999; pp. 243–259
- Monius, Anne E.: Dance Before Doom. Krishna In The Non-Hindu Literature of Early Medieval South India. In: Beck, Guy L., ed. Alternative Krishnas. Regional and Vernacular Variations on a Hindu Deity. Albany: State University of New York Press 2005; pp. 139–149
- Mullick, Bulloram (1898), Krishna and Krishnaism, S.K. Lahiri & Co
- Patel, Gautam: Concept of God According to Vallabhacarya. In: Encyclopaedia of Indian Wisdom. Prof. Satya Vrat Shastri Felicitation Volume. Vol. 2. Editor: Ramkaran Sharma. Delhi, Varanasi 2005, pp. 127–136
- Avinash Patra (2011). Origin & Antiquity of the Cult of Lord Jagannath. Oxford University Press.
- Pauwels, Heidi: Paradise Found, Paradise Lost: Hariram Vyas's Love for Vrindaban and what Hagiographers made of it. In: Pilgrims, Patrons, and Place: Localizing Sanctity in Asian Religions. Ed. by Phyllis Granoff and Koichi Shinohara. (Asian Religions and Society Series). Vancouver, Toronto 2003; pp. 124–180.
- Popular Prakashan (2000), Students' Britannica India, Volumes 1-5, Popular Prakashan, ISBN 9780852297605
- Redington, James D.: Elements of a Vallabhite Bhakti-synthesis. Journal of the American Oriental Society 112 (1992) 287-294
- Rosen, Steven (2002), The hidden glory of India, Los Angeles: Bhaktivedanta Book Trust, ISBN 978-0-89213-351-2
- Rosenstein, Ludmila L.: The Devotional Poetry of Svami Haridas. A Study of Early Braj Bhasa Verse. (Groningen Oriental Studies 12). Groningen 1997
- Roy Chaudhury, H.C.; Prajnananda, S. (2002), „Further Reading”, Encyclopedia of Modern Asia
- Schwartz, Susan (2004), Rasa: performing the divine in India, New York: Columbia University Press, ISBN 978-0-231-13145-2
- Schweig, G.M. (2005), Dance of divine love: The Rasa Lila of Krishna from the Bhagavata Purana, India's classic sacred love story, Princeton University Press, ISBN 978-0-691-11446-0
- Schweig, G.M. (2013), „Krishna. The IntimateDeity”,  Ур.: Bryant, Edwin; Ekstrand, Maria, The Hare Krishna Movement: The Postcharismatic Fate of a Religious Transplant, Columbia University Press
- Seth, K.P. (1962), „Bhakti in Alvar Saints”, The University Journal of Philosophy
- Sheridan, Daniel (1986), The Advaitic Theism of the Bhāgavata Purāṇa, Columbia, Mo: South Asia Books, ISBN 978-81-208-0179-0
- Sinha, K.P.: A critique of A.C.Bhaktivedanta. Calcutta 1997
- Śrivastava, Vijai Shankar (1981), Cultural Contours of India: Dr. Satya Prakash Felicitation Volume, Abhinav Publications
- Tattwananda, Swami (1984), Vaisnava Sects, Saiva Sects, Mother Worship (1st revised изд.), Calcutta: Firma KLM Private Ltd., стр. 10
- N.N.1 (1940), „Apabhraṃśa literature”, Gaekwad Oriental Series, Issue 86
- Welbon, G. R. (1987a). „Vaiṣṇavism: Bhāgavatas”.  Ур.: Mircea Eliade. The Encyclopedia of Religion. 14. New York: MacMillan. стр. 9500—9509. ISBN 978-0-02897-135-3.
- Welbon, G. R. (1987b). „Vaiṣṇavism: Pāñcarātras”.  Ур.: Mircea Eliade. The Encyclopedia of Religion. 14. New York: MacMillan. стр. 9509—951. ISBN 978-0-02897-135-3.
- Flood, Gavin (1996), An introduction  to Hinduism, Cambridge University Press, ISBN 978-0-521-43878-0
- Bryant, Edwin; Ekstrand, Maria, ур. (2013), The Hare Krishna Movement: The Postcharismatic Fate of a Religious Transplant, Columbia University Press